# Marinera

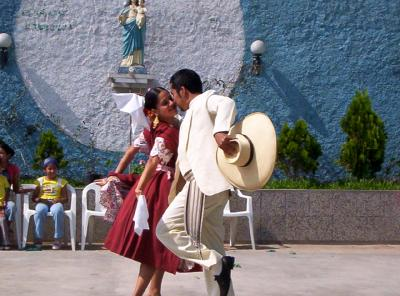
Marinera norteña

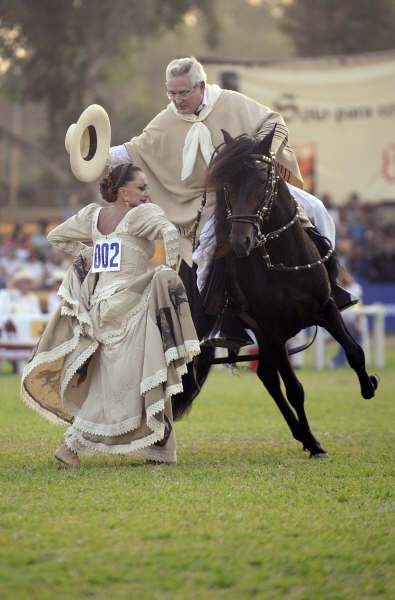
Marinera wykonywana ze specjalnie tresowanym koniem

Marinera – gatunek muzyczny i taniec, popularny zwłaszcza na wybrzeżu Peru. Uważany za narodowy taniec peruwiański. Co roku w Trujillo organizowany jest ogólnokrajowy konkurs marinery. Taniec posiada dwie główne odmiany: elegancką limeña wywodzącą się ze stolicy i norteña o szybszym tempie, wywodzącą się z północy. Oba style popularne są w całym Peru.

## Historia
Marinera wywodzi się ze starszej, lecz kultywowanej do tej pory wersji tańca, zwanej zamacueca, podobnej do chilijskiej cueca. Nazwę „marinera” nadano na cześć peruwiańskiej marynarki wojennej podczas tzw. wojny z Chile o Pacyfik w 1879 roku.